# 離不開
離不開 為香港女歌手謝安琪（Kay Tse）第80支派台作品，為回歸獨立後首支作品。歌曲訊息是籲正視氣候變化，盼活在當下，並以誠敬承載生活喜與哀。
單曲於2021年6月8日派至各大電台。《離不開》由謝安琪親自作曲填詞，並參與編曲及監製。

## 曲目
1. 離不開
  - 作曲：謝安琪
  - 作詞：謝安琪
  - 編曲：謝安琪 / 李智勝
  - 監製：謝安琪 / 李智勝

## 歌曲訊息
歌曲方面，謝安琪（Kay）趕及在6月21日夏至前送上這段關於春天的心事。她透露歌曲靈感來自近年像夏天一樣熱的春天，希望聽眾藉此反思氣候變化的問題：「記憶中小時侯的春天總是濕冷的，可是現在的春天大部分時間酷熱猶如夏季，有部分植物也因為持續的高溫，而長年花開無間，表面上看來既溫暖又賞心悅目，但仔細一想，當中也代表著氣候變化帶來的危機。這種矛盾的心情，不也像發現感情即將逝去，快要被戳破前的傷痛嗎？」歌詞從一段戀愛面臨終結，默默交代出人要接受世事無常，領悟當下，好好渡過每一個日常，她續指歌詞末段正好交代「春暖花再開，願心無罣礙」的期盼：「在歌曲的末段，我寫上了心中的祝願，在盡力減輕對環境傷害的同時，希望也提醒自己好好活在當下，無論環境變化如何，也欣賞到不同時分的美好，以誠敬的心態承載生活的喜與哀。」

## 預告片
- 5月26日，發佈 Haru 預告片。[3]

- 6月2日，發佈 離不開 預告片[4]

## 音樂錄影帶
MV方面，謝安琪（Kay）除與新晉導演李刀拿（Liknifena）一同參與創作外，更邀得柯煒林（Will）擔任男主角，而自己在故事中則擔任Will的「The Mind」，幫助他走出情傷。Kay從籌組製作團隊、構思劇本、選角，以至每一場拍攝和後期製作都親力親為，每一步都參與其中，她指拍攝團隊努力搜尋了香港很多自然景觀，與歌曲取材自大自然的方向吻合：「外景拍攝時，有很多美好的時刻，例如突然有牛群向鏡頭走來，在航拍的時候，又恰巧迎來一群鳥在翱翔，這是一首以大自然為靈感寫的歌，感激大自然也眷顧我們的拍攝，也衷心感謝這群年輕人和我一起一絲不苟去製作這個MV，和我一起用心嘗試。在他們身上，我也看到了熱情和勇氣，希望大家會喜歡今次的作品，也感受到當中的意義和質感。」
| 歌名   | 執導                | 首播頻道       | 首播日期     | 附註                        |
| ------ | ------------------- | -------------- | ------------ | --------------------------- |
| 離不開 | 李刀拿（Liknifena） | Kay Tse 謝安琪 | 2021年6月6日 | 連結 （页面存档备份，存于） |

## 現場演出
2021年7月11日播出的Chill Club新歌推介環節

## 派台成績

### 叱咤903專業推介 走勢
合共上榜8周。
| 周次             | 第25周     | 第26周      | 第27周      | 第28周     | 第29周     | 第30周      | 第31周      | 第32周     | 備註              |
| 播放率統計日期   | 9/6 - 16/6 | 16/6 - 23/6 | 23/6 - 30/6 | 30/6 - 7/7 | 7/7 - 14/7 | 14/7 - 21/7 | 21/7 - 28/7 | 28/7 - 4/8 |                   |
| 放榜日期         | 6月19日    | 6月26日     | 7月3日      | 7月10日    | 7月17日    | 7月24日     | 7月31日     | 8月7日     |                   |
| 榜上位置         | 4          | 6           | 10          | 10         | 13         | 16          | 13          | 1          |                   |
| 非官方播放率統計 | 16         | 15          | 10 (+1)     | 12         | 12 (-3)    | 8           | 10 (-1)     | 25         | 總計：108 (-3) 次 |
| ---------------- | ---------- | ----------- | ----------- | ---------- | ---------- | ----------- | ----------- | ---------- | ----------------- |

- 註：括號為調整的播放率

### 香港電台第二台 中文歌曲龍虎榜 走勢
合共上榜11周。
| 周次     | 第24周  | 第25周  | 第26周  | 第27周 | 第28周  | 第29周  | 第30周  | 第31周  | 第32周 | 第33周  | 第34周  | 備註 |
| 放榜日期 | 6月12日 | 6月19日 | 6月26日 | 7月3日 | 7月10日 | 7月17日 | 7月24日 | 7月31日 | 8月7日 | 8月14日 | 8月21日 |      |
| 榜上位置 | 19      | 16      | 12      | 12     | 10      | 10      | 3       | 4       | 6      | 1       | 15      |      |
| -------- | ------- | ------- | ------- | ------ | ------- | ------- | ------- | ------- | ------ | ------- | ------- | ---- |

### ViuTV Chill Club推介榜 走勢
合共上榜8周。
| 周次     | 第29周  | 第30周  | 第31周 | 第32周 | 第33周  | 第34周  | 第35周  | 第36周 | 備註 |
| 放榜日期 | 7月18日 | 7月25日 | 8月1日 | 8月8日 | 8月15日 | 8月22日 | 8月29日 | 9月5日 |      |
| 榜上位置 | 9       | 4       | 2      | 4      | 8       | 6       | 7       | 1      |      |
| -------- | ------- | ------- | ------ | ------ | ------- | ------- | ------- | ------ | ---- |

## 線上音樂商店派台成績
〈離不開〉於2021年6月8日派至iTunes及KKBOX。

### iTunes 歌曲排行榜
- 數碼音樂單曲價格為港幣八元正，即日登上iTunes綜合排行榜冠軍。

### KKBOX 本地單曲日榜 Top 100
- 即日登上KKBOX 本地單曲日榜第2位。[6]

### MOOV 本地熱播 TOP100
- 2021 年第 27 週（6月28日—7月2日）、第 28 週 （7月3—9日）網絡音樂平台點播冠軍。[7][8]

### Spotify 播放次數
- 1,819,466次（截止於2022年2月7日）